# Liste des choix de repêchages des Roadrunners de Phoenix
Cette liste contient tous les joueurs de hockey sur glace ayant été repêchés par les Roadrunners de Phoenix, franchise de l'Association mondiale de hockey. Les joueurs listés ci-dessus n'ont pas obligatoirement joué un match sous le maillot de l'équipe.
Elle regroupe les joueurs depuis le Repêchage de 1974 organisé par l'AMH, jusqu’au Repêchage de 1976. Les joueurs sont classés par année de repêchage. Les deux premières colonnes donnent le rang et le tour duquel le joueur a été repêché suivis de son nom, de sa nationalité et de sa position de jeu.

## Les repêchages amateurs

### 1974
| No  | Tour | Nom             | Nationalité | Position       |
| --- | ---- | --------------- | ----------- | -------------- |
| 5   | 1er  | Dennis Olmstead | Canada      | Centre         |
| 16  | 2e   | Dave Gorman     | Canada      | Ailier droit   |
| 31  | 3e   | Jim Clarke      | Canada      | Défenseur      |
| 46  | 4e   | Bruce Aberhart  | Canada      | Gardien de but |
| 61  | 5e   | Gordon Buynak   | États-Unis  | Défenseur      |
| 75  | 6e   | Robbie Watt     | Canada      | Ailier gauche  |
| 90  | 7e   | Andy Spruce     | Canada      | Ailier gauche  |
| 105 | 8e   | Steve Short     | États-Unis  | Défenseur      |
| 120 | 9e   | John Taft       | États-Unis  | Défenseur      |
| 135 | 10e  | Dan Mandryk     | Canada      | Ailier gauche  |
| 148 | 11e  | Charles Luksa   | Canada      | Défenseur      |
| 161 | 12e  | Marc Gaudreault | Canada      | Défenseur      |
| 174 | 13e  | Kim Gellert     | Canada      | Centre         |
| 185 | 14e  | Ron Hawkshaw    | Canada      | Ailier droit   |
| 1   | S    | Greg Joly       | Canada      | Défenseur      |
| 4   | S    | Cam Connor      | Canada      | Ailier droit   |
| 16  | S    | Brian Kinsella  | Canada      | Ailier droit   |
| 23  | S    | Brad Winton     | Canada      | Centre         |

### 1975
| No  | Tour | Nom            | Nationalité | Position       |
| --- | ---- | -------------- | ----------- | -------------- |
| 9   | 1er  | Greg Vaydik    | Canada      | Centre         |
| 23  | 2e   | Neil Lyseng    | Canada      | Ailier droit   |
| 24  | 2e   | Mike O'Connell | États-Unis  | Défenseur      |
| 39  | 3e   | Blair Davidson | Canada      | Défenseur      |
| 54  | 4e   | Roger Swanson  | Canada      | Gardien de but |
| 68  | 5e   | Mike Sleep     | Canada      | Ailier droit   |
| 82  | 6e   | Dana Decker    | États-Unis  | Ailier gauche  |
| 95  | 7e   | Dale McMullin  | Canada      | Ailier gauche  |
| 107 | 8e   | Gary Morrison  | États-Unis  | Ailier droit   |

### 1976
| No  | Tour | Nom              | Nationalité | Position      |
| --- | ---- | ---------------- | ----------- | ------------- |
| 42  | 4e   | Kari Makkonen    | Finlande    | Ailier droit  |
| 54  | 5e   | Juhani Wallenius | Finlande    | Centre        |
| 66  | 6e   | Doug Patey       | Canada      | Ailier droit  |
| 78  | 7e   | Mark Davidson    | Canada      | Ailier gauche |
| 90  | 8e   | Jari Takio       | Finlande    | Attaquant     |
| 101 | 9e   | Jouni Rinne      | Finlande    | Ailier droit  |
| 112 | 10e  | Hannu Helander   | Finlande    | Défenseur     |